# Glischropus tylopus
Glischropus tylopus — вид ссавців родини лиликових. 

## Проживання, поведінка
Країна поширення: Камбоджа, Індонезія (Калімантан, Малуку, Суматра), Лаос, Малайзія (Сабах, Саравак), М'янма, Філіппіни, Таїланд, В'єтнам. Цей вид лаштує сідала в тріщинах скель, в порожнистих бамбуках і в бананових листах в півострівній Малайзії.

## Загрози та охорона
Не відомі головні загрози для цього виду. Цей вид зустрічається в багатьох природоохоронних територіях по всьому діапазоні.